# 1888 في إسبانيا
فيما يلي قوائم الأحداث التي وقعت خلال عام 1888 في إسبانيا.

## أحداث
- 8 أبريل – المعرض العالمي في برشلونة

## سياسة

### تعيين في المنصب
- 14 مايو – ألفارو دي فيجويرا وتورس member of the Congress of Deputies  [لغات أخرى]‏.
- 1 يونيو – سيجسموندو موريت ministro de Gobernación  [لغات أخرى]‏.
- 14 يونيو – خوسيه كناليخاس Minister of Development of Spain  [لغات أخرى]‏،Minister of Grace and Justice ‏.

### انتهاء فترة المنصب
- 1 يونيو – سيجسموندو موريت Minister of State of Spain ‏،ministro de Gobernación  [لغات أخرى]‏.
- 11 ديسمبر – خوسيه كناليخاس Minister of Development of Spain  [لغات أخرى]‏.

## مواليد

### فبراير
- 12 فبراير – كلارا كامبوامور سياسية إسبانية.[1]

### مايو
- 23 مايو – ليوبولدو توريس بلباس[2]